# El retorno de Ringo
El retorno de Ringo es una película hispano-italiana del año 1966 protagonizada por Giuliano Gemma, y perteneciente al subgénero del spaghetti western. Cuenta con casi el mismo reparto que su antecesora: Una pistola para Ringo, habiendo sido rodada también en España.

## Argumento
Julio de 1865. Acaba de terminar la guerra civil estadounidense. El capitán Montgomery Brown es uno de los pocos militares que continúan siendo fieles a sí mismos tras la guerra. Abandona su brillante carrera en el ejército para volver con su esposa, con la que se casó poco antes de irse al frente. De camino a casa, se detiene en la posada del viejo Gionata, que había enseñado a Monty a montar y cazar cuando era un niño, y le cuenta como son ahora las cosas en el pueblo. Muchas de esas cosas han cambiado, y el capitán Montgomery deberá luchar para recuperar lo que es suyo...

## Reparto
- Giuliano Gemma: Ringo / Montgomery Brown
- Fernando Sancho: Esteban Fuentes
- Lorella De Luca: Helen Brown / Hally Fitzgerald
- Nieves Navarro: Rosita
- Antonio Casas: Sheriff
- Manuel Muñiz: Miosotis

## Curiosidades
- Los exteriores de esta película fueron rodados en Fraga (Huesca), y los interiores se rodaron en Roma (Italia).